# Miss Italia 2022
Miss Italia 2022 si è svolto il 21 dicembre 2022. Per la seconda volta nella storia del concorso, la finale si è svolta a Roma. La serata è stata condotta da Salvo Sottile e, per il terzo anno consecutivo, non è stata trasmessa in televisione ma solamente in streaming, questa volta sul canale YouTube e sulla pagina Facebook del concorso.
La vincitrice è stata Lavinia Abate di Roma.

## Le concorrenti
Le finaliste sono state scelte da una commissione tecnica, presieduta dalla giornalista Maria Giovanna Maglie, al termine delle prefinali svoltesi a Fano dal 16 al 18 settembre 2022, a cui hanno preso parte 197 ragazze vincitrici dei titoli regionali assegnati nel corso di 350 selezioni in tutta Italia.
- Giulia Giada Cordaro (Miss Piemonte)
- Francesca Poma (Miss Valle d'Aosta)
- Martina Broggi (Miss Lombardia)
- Eleonora Lepore (Miss Trentino-Alto Adige)
- Maria Franceschi (Miss Friuli Venezia Giulia)
- Anna Tosoni (Miss Veneto)
- Mariela Nunez (Miss Liguria)
- Virginia Cavalieri (Miss Emilia-Romagna)
- Arianna Polidori (Miss Toscana)
- Cecilia Alma Levita (Miss Umbria)
- Glelany Cavalcante (Miss Marche)
- Beatrice Gioia (Miss Abruzzo)
- Azzurra Gallinari (Miss Molise)
- Lavinia Abate (Miss Lazio)
- Federica Maini (Miss Roma)
- Noemi Pirozzi (Miss Campania)
- Roberta Albano (Miss Basilicata)
- Anna Pia Masciaveo (Miss Puglia)
- Vanessa Foti (Miss Calabria)
- Anita Lucenti (Miss Sicilia)
- Carolina Vinci (Miss Sardegna)
- Sara Pilla (Miss Venezia)

## Piazzamenti
| Risultato finale | Concorrente            |
| ---------------- | ---------------------- |
| Miss Italia 2022 | - – Lavinia Abate      |
| 2ª classificata  | - – Carolina Vinci     |
| 3ª classificata  | - – Virginia Cavalieri |

## Titoli speciali nazionali
- Miss Cinema: Carolina Vinci (Sardegna)
- Miss Eleganza: Lavinia Abate (Lazio)
- Miss Sorriso: Anna Tosoni (Veneto)
- Miss Rocchetta Bellezza: Eleonora Lepore (Trentino-Alto Adige)
- Miss Miluna: Federica Maini (Miss Roma)
- Miss Kissimo Biancaluna: Virginia Cavalieri (Emilia-Romagna)
- Miss Sport Givova: Noemi Pirozzi (Campania)
- Miss Simpatia: Glelany Cavalcante (Marche)
- Miss Social: Sara Pilla (Veneto)

## Giuria
- Massimo Boldi (presidente di giuria)
- Francesca Manzini
- Fioretta Mari

## Ospiti
- Antonio Mezzancella